# الدوري الأمريكي لكرة السلة للمحترفين 1990–91
الدوري الأمريكي لكرة السلة للمحترفين 1990–91 (بالإنجليزية: 1990–91 NBA season)‏ هو موسم من إن بي أي. أقيم خلال الفترة 2 نوفمبر 1990 وحتى 12 يونيو 1991، وأشرف على تنظيمه إن بي أي، وكان عدد الأندية المشاركة فيه 27، وفاز فيه شيكاغو بولز.